# おおいぬ座イータ星
おおいぬ座η星は、おおいぬ座の恒星で2等星。

## 概要
地球からみると2等星の中では暗い方だが、実際は非常に明るい青色超巨星で、太陽に比べて寿命が短く、既に星としては寿命の最終段階に差し掛かっていると考えられている。強烈な恒星風で、1年間に太陽の100万分の1の質量を放出しており、既に太陽の3分の1の質量を失ったと考えられている。いずれ赤色超巨星となった後に超新星爆発を起こすと予測されている。
約2分離れた位置にある7等星のHD 58324と二重星を成しているが、連星ではなく見かけの二重星である。
はくちょう座α型変光星で、+2.38等から+2.48等の間で僅かに変光する。

## 名称
固有名アルドラ (Aludra) はアラビア語で「乙女、処女」を意味するアル＝アズラー（アラビア語：العذراء, al-ʿadhrāʾ）に由来する。
2016年7月20日に国際天文学連合の恒星の命名に関するワーキンググループ (Working Group on Star Names, WGSN) は、Aludra をおおいぬ座η星の固有名として正式に承認した。